# مذبحة ضرما (1818)
مذبحة ضرما ارتكبها العثمانيون أثناء حصارها خلال الحملة المصرية على نجد (1817-1818).

## أحداث الحصار
في يناير 1818، قاد إبراهيم محمد علي باشا قواته إلى قلعة ضرما ، وهي معقل مجهز بالمدافعين والمؤن. 
عند وصوله، قام إبراهيم بمسح الحصن بدقة قبل أن يبدأ حصارًا من جانبها الشرقي. على الرغم من القصف العثماني والاعتداءات على الجدران، اندلعت معركة شرسة، وانتهت بإحباط العثمانيين . وفي محاولته للتفاوض مع الحامية، واجه إبراهيم محاولات فاشلة. 
قصفت القوات العثمانية أسوار الحصن بلا هوادة، وأطلقت 5300 طلقة على اسوار الصحن فأضروا أجزاء من السور. بذلت الحامية جهودها في إعادة بناء الأجزاء المتضررة من الجدران. على الرغم من الهجوم المتجدد، دافوا و صدوا الهجمات و أصابوا المهاجمين بخسائر كبيرة ، حيث تكبدوا خسارة 600 رجل. وبعد ذلك حاصر إبراهيم الحصن من الجنوب بقيادة متعب بن عفيسان . بعد القصف وشن هجوم آخر، نجح العثمانيون في السيطرة على القلعة ، وتسللوا عليها من جميع الاتجاهات. 

## المذبحة
بدأ العثمانيون حملة شرسة، استهدفت السكان في المحلات التجارية والمنازل. استمرت معارك الشوارع، مما أدى إلى سقوط العديد من الضحايا العثمانيين . قول -ابن بشر- المؤرخ المعاصر لسقوط الدولة السعودية الأولى انهم خدعوا السكان بالأمان وقال أيضا: «ذكر لي أنهم يأتون إلى أهل البيت والعصابة المجتمعة فيقولون: أمان أمان ويأخذون سلاحهم ويقتلونهم، ونهبوا جميع ما احتوت عليه البلد من الأموال والمتاع والسلاح واللباس والمواشي والخيل وغير ذلك» نهب واسع النطاق طال الحصن ، شمل الأموال والأسلحة والماشية والملابس والممتلكات الشخصية و بعد أستلام إبراهيم باشا على السيطرة أسر 3000 امرأة وطفل وأرسلهم إلى الدرعية ، مما جعلها خالية من السكان. 
أسفرت المجزرة عن مقتل استشهاد 800 من أهالي ضرما ، ولم ينجوا منها إلا 400 من أصل 1200. 